# هاري ن. ماكلين
هاري ن. ماكلين (بالإنجليزية: Harry N. MacLean)‏ هو محامي أمريكي، ولد في 1943.